# Samuel Reyes
Samuel Armando Reyes Rendón (La Unión, 10 de noviembre de 1976) es un ingeniero y político hondureño. Fue Ministro de Defensa de Honduras.

## Biografía
Nació en La Unión del departamento de Lempira, el 10 de noviembre de 1976. Es ingeniero de profesión y tiene también un largo recorrido en la política hondureña.

## Trayectoria política
Ha sido Presidente del Instituto Hondureño del Café (IHCAFE) y del Sistema Nacional de Gestión de Riesgos (SINAGER); siendo ambas instituciones de carácter estatal. Fue Vicepresidente de Honduras durante la gestión presidencial del Licenciado Porfirio Lobo Sosa, cargo que sostuvo hasta su renuncia dada el 30 de abril de 2013. Durante las Elecciones generales de Honduras de 2013, Reyes fue elegido Diputado por el departamento de Lempira en el Congreso Nacional de Honduras para el periodo 2014-2018. A su vez, fue juramentado por el Abogado Juan Orlando Hernández como Ministro de Defensa de Honduras para el Gabinete Ministerial del Periodo 2014-2018.